# Tellin’ Stories
Tellin' Stories ist das fünfte Studioalbum der britischen Band The Charlatans, veröffentlicht am 21. April 1997. Es belegte Platz eins der Album-Charts in UK, drei daraus ausgekoppelte Singles erreichten die britischen Top Ten. Das Album stand unter dem Eindruck des Todes des Bandmitglieds Rob Collins im Vorjahr.

## Das Album
Das 1995 veröffentlichte Album The Charlatans bedeute für die Charlatans ein Comeback. Zu Beginn der Aufnahmen zu Tellin' Stories lief es für die Band besser denn je. Am 22. Juli 1996 starb aber der Keyboarder Rob Collins bei einem Autounfall. Nach einigem Überlegen entschieden die restlichen Bandmitglieder weiterzumachen. Am Keyboard sprang vorübergehend Martin Duffy, ehemaliger Keyboarder von Primal Scream ein. Die Single One To Another wurde knapp einen Monat nach Collins’ Tod veröffentlicht und erreichte Platz drei der UK Top 40, bis heute die bestplatzierte Single der Gruppe. Collins ist auf dem zugehörigen Video zu sehen, das eine Woche vor dessen Tod aufgenommen worden war. Auf dem Album sind sowohl Collins als auch Duffy am Keyboard zu hören. Tom Rowlands von The Chemical Brothers steuerte einige Loops bei, unter anderem das bekannte Intro für One To Another. Tellin' Stories belegte während zwei Wochen Platz eins der UK Top 40 Album Charts. One To Another, North Country Boy, How High sowie der Titelsong sind auch auf dem Livealbum Live It Like You Love It zu finden.

## Titelliste
1. "With No Shoes" – 4:42
2. "North Country Boy" – 4:05
3. "Tellin' Stories" – 5:13
4. "One To Another" – 4:29
5. "You're A Big Girl Now" – 2:49
6. "How Can You Leave Us" – 3:47
7. "Area 51" – 3:37
8. "How High" – 3:06
9. "Only Teethin'" – 5:19
10. "Get On It" – 5:56
11. "Rob's Theme" – 3:54

Alle Songs geschrieben von Blunt/Brookes/Burgess/M. Collins/R. Collins.

## Singleauskoppelungen

### One To Another
Veröffentlicht am 26. August 1996, UK #3
1. One To Another, 2. Two Of Us, 3. Reputation
US-Version, 1997
1. One To Another (Lucid Radio Mix), 2. One To Another (Swab Radio Mix)

### North Country Boy
Veröffentlicht am 24. März 1997, UK #4
1. North Country Boy, 2. Area 51, 3. Don't Need A Gun

### How High
Veröffentlicht am 9. Juni 1997, UK #6
1. How High, 2. Down With The Mook, 3. Title Fight

### Tellin' Stories
Veröffentlicht am 20. Oktober 1997, UK #16
1. Tellin' Stories, 2. Keep It To Yourself 3. Clean Up Kid, 4. Thank You (recorded live at the Phoenix Festival 18/7/97)